# Naturally (альбом)
Naturally — дебютный студийный альбом американского музыканта Джей Джей Кейла, вышедший 25 октября 1971 года.

## Список композиций
Автор всех песен — Джей Джей Кейл.
Первая сторона
| №  | Название                | Длительность |
| -- | ----------------------- | ------------ |
| 1. | «Call Me the Breeze»    | 2:38         |
| 2. | «Call the Doctor»       | 2:26         |
| 3. | «Don't Go to Strangers» | 2:22         |
| 4. | «Woman I Love»          | 2:40         |
| 5. | «Magnolia»              | 3:23         |
| 6. | «Clyde»                 | 2:29         |

Вторая сторона
| №  | Название           | Длительность |
| -- | ------------------ | ------------ |
| 1. | «Crazy Mama»       | 2:31         |
| 2. | «Nowhere to Run»   | 2:26         |
| 3. | «After Midnight»   | 2:25         |
| 4. | «River Runs Deep»  | 2:42         |
| 5. | «Bringing It Back» | 2:46         |
| 6. | «Crying Eyes»      | 3:15         |

## Участники записи
- Джей Джей Кейл ― гитара, вокал
- Карл Химмель ― ударные (A1, A2, A4–B2, B4–B6)
- Чак Браунинг ― ударные (A3, B3)
- Тим Драммонд ― бас (A4–A6, B2, B5)
- Карл Рэйдл ― бас (A1, A2, B1, B4, B6)
- Норберт Патнэм ― бас (A3, B3)
- Боб Уилсон ― фортепиано (A4–A6, B2, B5)
- Дэвид Бриггс ― фортепиано, орган
- Джерри Уайтхерст ― фортепиано
- Уэлдон Майрик ― слайд-гитара (A1, A2, B1, B4)
- Бадди Спичер ― скрипка
- Шорти Лавендер ― скрипка
- Уолтер Хейнс ― добро
- Мак Гайден ― слайд-гитара (B1, B4)
- Эд Колис ― губная гармоника
- Дайан Дэвидсон ― бэк-вокал

## Сертификация
| Регион                                                                      | Сертификация | Продажи |
| --------------------------------------------------------------------------- | ------------ | ------- |
| Великобритания (BPI)                                                        | Серебряный   | 60 000  |
| Данные о продажах + прослушиваниях приведены только на основе сертификации. |              |         |